# San Francisco, Santa María Chilchotla
San Francisco är en ort i Mexiko.   Den ligger i kommunen Santa María Chilchotla och delstaten Oaxaca, i den sydöstra delen av landet, 280 km öster om huvudstaden Mexico City. San Francisco ligger 480 meter över havet och antalet invånare är 413.
Terrängen runt San Francisco är varierad. Runt San Francisco är det ganska tätbefolkat, med 58 invånare per kvadratkilometer. Närmaste större samhälle är San Martín Mazateopan, 11,9 km norr om San Francisco. I omgivningarna runt San Francisco växer i huvudsak städsegrön lövskog.